# Fernando Galmarini
Fernando Nicolás Galmarini (San Fernando, 20 de diciembre de 1942), conocido popularmente como «Pato» Galmarini, es un político argentino, que se desempeñó como Secretario de Deportes de la Nación durante la presidencia de Carlos Menem, como también diputado nacional, entre otros cargos políticos.
Paralelamente a su actividad política, se desempeñó como periodista deportivo y futbolista de ligas menores. En 1989, siendo Secretario de Deportes, jugó un partido amistoso en Boca Juniors .

## Biografía
Oriundo de San Fernando. 
Inició su militancia de la mano del padre Carlos Mugica hacia el año 1965/1966. Poco después, en 1967/1968, ya durante la dictadura de Onganía, integró la agrupación peronista Descamisados
Desde ese sector, en 1973, a los treinta años fue elegido diputado provincial, su primer cargo político.
En la década de 1980 se desempeñó como senador provincial. Durante la presidencia de Carlos Menem fue designado Secretario de Deportes de la Nación, cargo en el que se desempeñó entre julio de 1989 y noviembre de 1992. En 1992 jugó en un encuentro amistoso de Boca Juniors  contra Argentino de Quilmes, situación que se volvería habitual con otros funcionarios en aquella época. Durante su gestión como secretario se inició la construcción del Centro Nacional de Alto Rendimiento Deportivo, impulso becas para los deportistas argentinos en los Juegos Olímpicos de 1992.
En el año 1990 su gestión se sumó al boicot deportivo internacional en la World Rugby y voto a favor de suspender a Sudáfrica como miembro y su participación en el deporte debido a su política del apartheid. Ese año Sudáfrica invitó a Argentina a realizar una gira que sin embargo fue rechazada por Galmarini debido a la discriminación racial en Sudáfrica.
A fines de 1992 es  reemplazado por Hugo Porta. Asimismo, se organizó el retorno de los Juegos Evita y la realización del mundial de baloncesto de 1990.
Con Eduardo Duhalde como gobernador de la provincia de Buenos Aires, se desempeñó como ministro de gobierno. En 1995 fue electo, por primera vez, diputado nacional representando a la provincia de Buenos Aires, cargo en el que se desempeñó hasta 1999.

## Familia
En el primer matrimonio tuvo dos hijas, Socorro y Bernardita. Después se casó con Marcela Durrieu, con quien tuvo tres hijos, Malena —casada con el político Sergio Massa—, Martín y Sebastián. Su vinculación con Massa lo llevó a trabajar activamente dentro de la organización del Frente Renovador.Impulsó la creación de la Universidad Nacional del Delta, promoviendo una universidad pública.
Actualmente, está casado con la actriz argentina Moria Casán.